# علیبی، ادیامان
علیبی، ادیامان (به لاتین: Alibey, Adıyaman) یک منطقهٔ مسکونی در ترکیه است که در استان آدیامان واقع شده‌است.